# Phyllophaga epigaea
Phyllophaga epigaea är en skalbaggsart som beskrevs av Henry Frederick Wickham 1903. Phyllophaga epigaea ingår i släktet Phyllophaga och familjen Melolonthidae. Inga underarter finns listade i Catalogue of Life.